# Економіка Іспанії
Іспанія —  розвинена індустріально-аграрна країна. За обсягом промислової продукції в кінці ХХ ст. вона посідала 5-е місце в Європі і 8-е — у світі. Основні галузі промисловості: текстильна, харчова, металообробна, хімічна, кораблебудування, машинобудування, туризм. Транспорт — залізничний, автомобільний, морський. 
Головні порти: Картахена, Барселона, Більбао, Санта-Крус-де-Тенерифе, Таррагона і Валенсія. Діють дві державні авіакомпанії — «Іберія» і «Авіадо», а також ряд невеликих приватних авіакомпаній. Авіарейси в Латинську Америку, США, Канаду, Японію, Північну Африку і країни Європи. Найбільш завантаженим є аеропорт міста Пальма на о. Майорка. Інші великі аеропорти в Мадриді, Барселоні, Лас-Пальмасі (на о. Гран-Канарія), Малазі, Севільї і на о. Тенерифе.
За даними [Index of Economic Freedom, The Heritage Foundation, U.S.A. 2001]: ВВП — $ 616 млрд. Темп зростання ВВП — 3,8 %. ВВП на душу населення — $ 15644. Прямі закордонні інвестиції — $ 6,6 млрд. Імпорт (г.ч. нафта, машини і транспортне устаткування, чорні метали, продукція хімічної промисловості і текстильних виробів) — $ 145,3 млрд (г.ч. Франція — 18 %, Німеччина — 15 %, Італія — 9,7 %, Бельгія та Люксембург — 7,7 %, Велика Британія — 7,5 %). Експорт (автомобілі, трактори, машини й електропобутові прилади, продукція чорної металургії і хімічної промисловості, тканини і взуття, цитрусові, плодоовочеві консерви, оливкова олія) — $ 147,6 млрд (г.ч. Франція — 19,6 %, Німеччина — 13,6 %, Італія та Португалія — по 9,3 %, Велика Британія — 8,4 %).
У 1950-х роках Іспанія перетворилася з аграрної країни на індустріальну. Вступ Іспанії до ЄС 1986 року стимулював приплив іноземних інвестицій у промисловість. Це дозволило модернізувати багато підприємств і передати більшу частину промисловості Іспанії в руки іноземних інвесторів і корпорацій. У другій половині 1980-х років економіка Іспанії була найдинамічнішою в Європі, середньорічний приріст валового внутрішнього продукту (ВВП) становив 4,1 % у 1986—1991 роках. Спад світової економіки в 1990-х роках спричинив різке зниження приросту ВВП до 1,1 % у 1992 р. Одночасно загострилася проблема безробіття. Частка безробітних у 1994 р. сягнула 22 % (найвищий показник для країн ЄС).

## Сільське господарство
Сільське господарство — традиційно розвинута галузь економіки Іспанії. До 1950-х років, коли промисловість випередила його за темпами розвитку, сільське господарство було головним джерелом доходів держави, а у 1992 р. його частка скоротилася до 4 %. Частка зайнятих у сільському господарстві продовжувала скорочуватись — з 42 % у 1986 до 8 % у 1992 і 3-4 % у 1995. У сільському господарстві 1990-х років висока міра концентрації земельної власності. Посіви зернових, соняшника, бавовнику, цукрового буряка. Виноградарство, вирощування оливи, цитрусових, овочівництво. Розведення великої рогатої худоби, свиней, овець, кіз. Заготівля пробки. Рибальство. Лісозаготівлі.

## Промисловість
Розвинене машинобудування (судно- і авто-, верстатобудування, електротехнічна і радіоелектронна промисловість), а також нафтопереробна і нафтохімічна, хімічна, текстильна, харчосмакова промисловість, в тому числі виноробство і виробництво оливкової олії. Текстильна промисловість, зосереджена в Каталонії, особливо в Барселоні. Головний осередок чорної металургії — Країна Басків з центром у Більбао.

## Енергетика
1992 року в загальному балансі виробництва електроенергії майже половина припадала на частку місцевого вугілля й імпортної нафти, 36 % — на частку ядерного палива і 13 % — на частку гідроенергії. Завдяки наявності великих запасів урану був розроблений план розвитку атомної енергетики. Перша АЕС була запущена в 1969, однак у 1983 через екологічні непорозуміння була введена заборона на будівництво нових АЕС. У 1995 виробництво електроенергії становило 166,4 млрд кВт·год.

## Автомобілебудування
Серед відомих автовиробників країни у свій час була компанія Hispano-Suiza.

## Азартні ігри
Азартні ігри в Іспанії дозволені законом за умови отримання урядового дозволу для надання азартних послуг. Дозвіл оператор має отримати саме в Іспанії, а ліцензії, видані іншими державами, в Іспанії не діють. Традиційні офлайнові азартні ігри (бінго, букмекери, казино) не підпадають під дію Генеральної дирекції з питань регулювання азартних ігор (DGOJ), натомість, вони регулюються кожним регіоном окремо.